# Monumento Branting

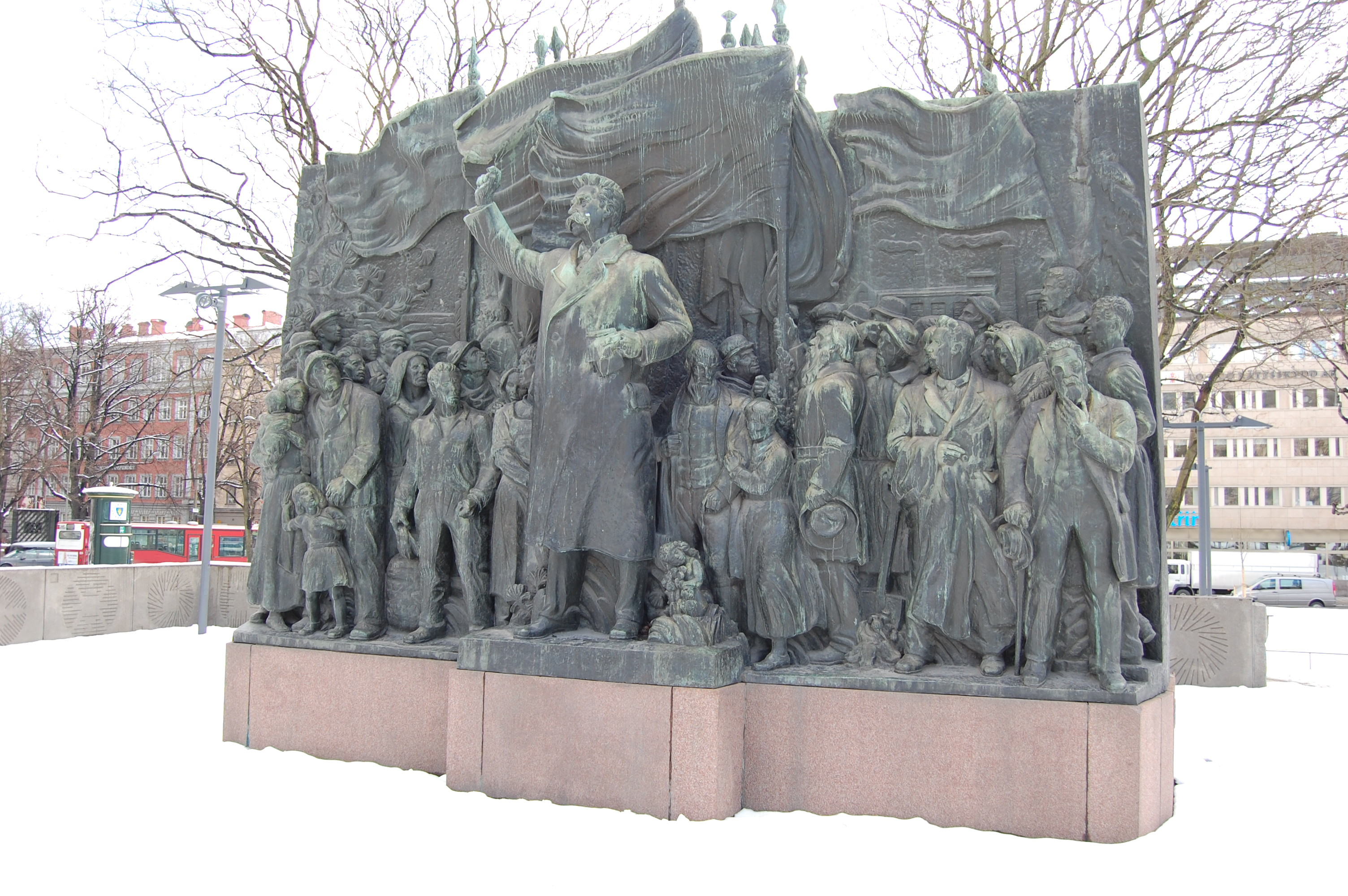
Monumento Branting (Brantingmonumentet).

Monumento Branting (en sueco: Brantingmonumentet) es una escultura erigida en Norra Bantorget, Estocolmo. El monumento representa a Hjalmar Branting, una figura prominente de los principios de la social democracia sueca.

## Vandalismo
El 17 de mayo de 1992, el monumento fue parcialmente destruido cuando una bomba pequeña arrancó un agujero en el cuerpo de Branting. Hubo siete jóvenes que realizaron el ataque, sobre todo por diversión.
El monumento fue restaurado dos años después por la compañía local Herman Bergmans konstgjuteri AB. El coste fue de 320.000 coronas suecas, que fue compartido por la ciudad de Estocolmo y la Confederación de Sindicatos Suecos.
- Datos: Q4345843
- Multimedia: Brantingmonumentet / Q4345843